# 1514年
| 千纪： | 2千纪 |
| 世纪： | 15世纪 \| 16世纪 \| 17世纪                                                                                 |
| 年代： | 1480年代 \| 1490年代 \| 1500年代 \| 1510年代 \| 1520年代 \| 1530年代 \| 1540年代                           |
| 年份： | 1509年 \| 1510年 \| 1511年 \| 1512年 \| 1513年 \| 1514年 \| 1515年 \| 1516年 \| 1517年 \| 1518年 \| 1519年 |
| 纪年： | 甲戌年（狗年）；明正德九年；越南洪順六年；日本永正十一年                                                   |

## 大事记
- 1月14日——教宗利奧十世發表聲明，反對奴隸制。
- 東察合台汗國汗速檀阿黑麻之子蘇丹赛德建立叶尔羌汗国。
- 葡萄牙人首次来到中国南部海滨，佔領屯門， 從此香港正式開埠。
- 古巴圣地亚哥建城。
- 五月六日——中国云南大理地震。
- 8月23日——查尔迪兰战役，塞利姆一世率10万土耳其大军、300门大炮直奔波斯边界，鄂圖曼帝國在這次戰役中擊敗了波斯薩非王朝。
- 莫斯科公国从立陶宛手中夺取斯摩棱斯克。

## 出生
- 海瑞，明朝大臣（逝世于1587年）
- 12月31日——安德烈·维萨里，比利时解剖学家（逝世于1564年）